# Japonský špic
Japonský špic (japonsky: Nihon Supittsu, anglicky: Japanese Spitz) je japonské psí plemeno.

## Historie
Legendy o vzniku japonské špice jsou hned tři. S určitostí můžeme říct, že by vyšlechtěn v 19. století, avšak jedna z verzí tvrdí, že jeho předkem je norbotenský špic , druhá zase, že je to miniaturní samojed . Třetí verze praví, že pochází z velkého německého špice bílé barvy, který se přes Sibiř a Čínu dostal do Japonska v roce 1920 , nelze jednoznačně prokázat, která z verzí je pravdivá. Jeho původním využitím bylo hlídaní majetku a chytání hlodavců, dnes je to oblíbený společenský pes.
Poprvé bylo toto plemeno předvedeno v roce 1921 na výstavě psů v Tokiu. Po této výstavě bylo do Japonska importováno mnoho německých špiců, kteří měli zlepšit kvality plemene. Později byl nejspíše křížen i s americkým eskymáckým psem. První standard plemene byl sepsán roku 1948 . První pes zaregistrovaný do plemenné knihy se narodil roku 1947 a jmenoval se Hakuryo .
První pes se do Evropy dostal roku 1973, jednalo se o jednoho psa, který byl importován z Japonska do Švédska . Husarský kousek se povedl švédským chovatelům v roce 1986, kdy tam bylo importováno celkem 24 psů, ti se pak rozšířili po celé Evropě . Do Česka byla první fenka dovezena z Rakouska a první místní vrh se narodil roku 2000.
V České republice toto plemeno zastřešuje Klub chovatelů špiců a oficiální používaná zkratka je JSP. Nachází se zde několik chovatelských stanic.

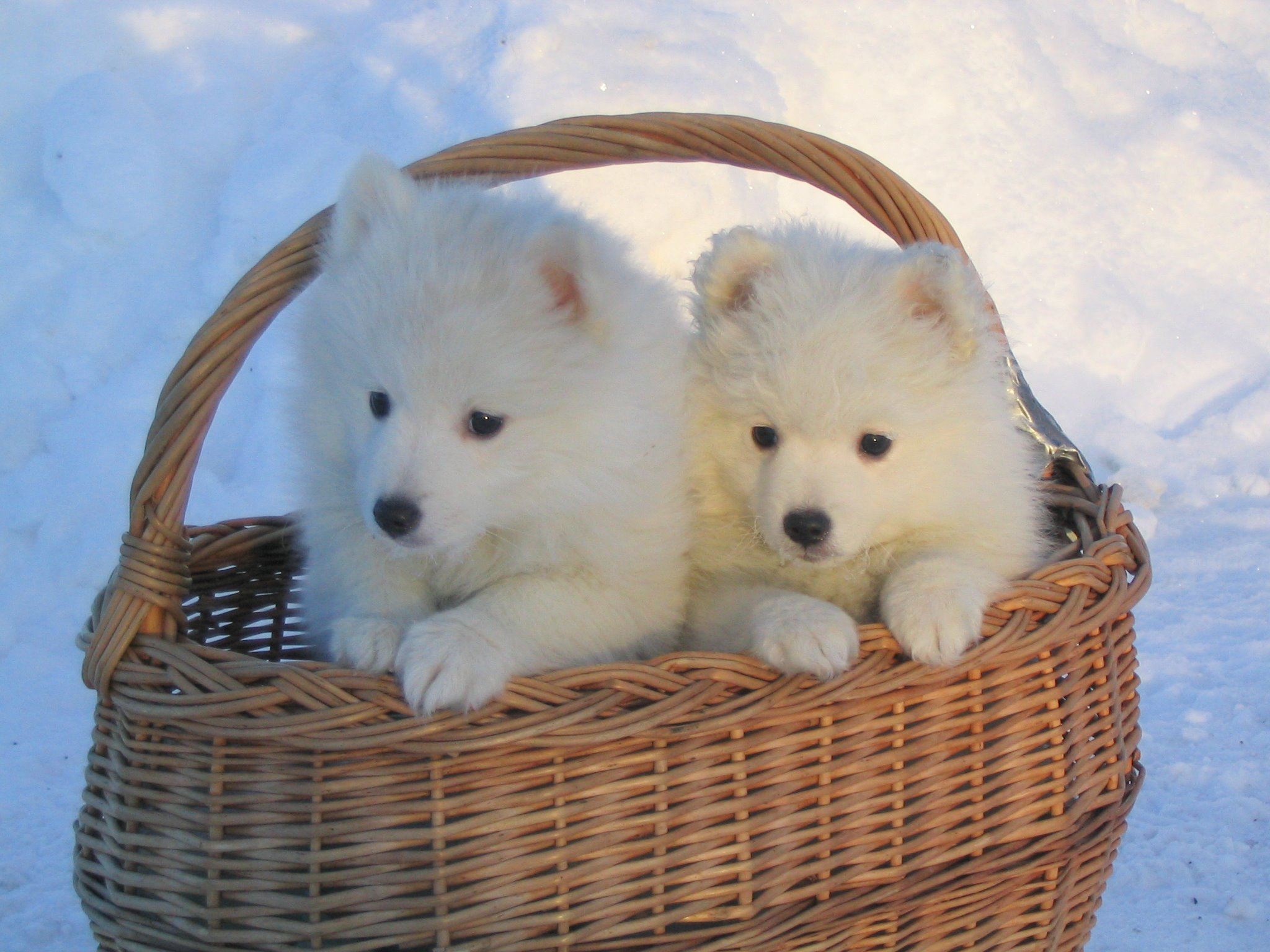

## Povaha
Japonský špic je veselý, hravý a milý pes, který je známý i tím, že téměř neštěká. Je inteligentní, učenlivý, citlivý a aktivní pes. Lehce se učí povely, ale potřebuje zabavit. Je také temperamentní a umí být i tvrdohlavý. Je zcela závislý na své rodině a odloučení snáší jen velmi špatně. S dětmi vychází dobře a leckteré jejich hrátky přetrpí. S jinými psy vychází dobře, ale je žárlivý a citlivý, proto je vhodné, aby se podle toho chovatel zařídil. S jinými domácími zvířaty většinou dobře nevychází, pokud s nimi není seznámen v raném štěněcím věku. K cizím je rezervovaný, ale ne agresivní. Po dlouhou dobu si zachoval své hlídací schopnosti a i teď, přestože moc neštěká, umí ochránit rodinu i její majetek.

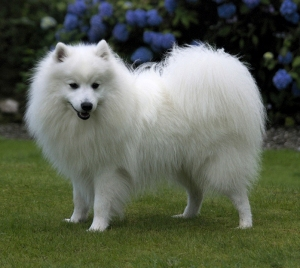

## Nároky
Toto psí plemeno je nejšťastnější se svojí rodinou a odloučení snáší velmi špatně, proto pro ně není vhodný celoroční pobyt venku, i když jim to jejich hustá srst dovoluje.
Jejich srst je velmi dlouhá, hustá a sněhobílé bíla. Má podsadu, ale přesto s nesmí moc česat ani kartáčovat, to poškozuje její strukturu a srst tím ztrácí na kvalitě. Jen v době línání (2x ročně) je možné jemně vyčesávat. Mytí šamponem je také vhodné omezit.
Potřebuje pevné vedení, přičemž co bylo zakázáno tak i zůstane. Cvičí se lehce, rychle chápe a není vhodné jej trestat za špatné chování, naopak je vhodné odměňovat jej za to dobré.
Potřebuje hodně pohybu jakéhokoliv typu. Není vhodné nechávat je plavat v hluboké vodě, je totiž možné, že těžká a hustá srst je stáhne ke dnu. Je vhodný pro psí sporty, třeba agility nebo dogdancing.